# Ghulam Ishaq Khan
Ghulam Ishaq Khan (viết tắt GIK) (tiếng Urdu/tiếng Pashto: غلام اسحاق خان) (20 tháng 1 năm 1915 – 27 tháng 10 năm 2006) là Tổng thống Pakistan từ ngày 17 tháng 8 năm 1988 đến ngày 18 tháng 7 năm 1993.

## Thời trẻ
Khan sinh ngày 20 tháng 1 năm 1915 ở quận Bannu của Tỉnh Biên giới Tây-Bắc trong một gia đình Pashtun. Ông đã học xong ngành hóa và gia nhập cục dân sự Ấn Độ trước khi Pakistan độc lập. Khi Pakistan độc lập, ông đã tham gia vào các dự án thủy lợi ở Tây Pakistan, và sau đó gia nhập Bộ Tài chính, cuối cùng trở thành Bộ trưởng Tài chính.

## Tổng thống Pakistan
Trong cuộc bầu cử năm 1985, ông đã giành được một ghế ở Thượng viện, ngay sau đó ông được bầu làm Chủ tịch Thượng viện Pakistan. Ngay sau cái chết của Muhammad Zia-ul-Haq năm 1988, Khan đã trở thành Quyền Tổng thống theo quy định về trình tự kế nhiệm của Hiến pháp, và ông đã được chính thức bầu làm Tổng thống tháng 12 năm đó. Ông đã giữ chức vụ này cho đến năm 1993.